# Blue, Red and Grey
Pistes de The Who by Numbers
They Are All in Love How Many Friends
Blue, Red and Grey est une chanson du groupe britannique The Who, parue à la huitième piste de l'album The Who By Numbers de 1975. 

## Caractéristiques
C'est l'une des plus courtes chansons de l'album, mais également l'une des plus singulières. Il ne s'agit pas en effet d'un enregistrement des Who à proprement parler, mais plutôt d'un enregistrement solo de Pete Townshend. Ce dernier est seul à chanter sur ce titre, s'accompagnant d'un petit ukulélé. Cependant, John Entwistle a construit quelques discrets arrangements de cuivres, que l'on peut entendre en arrière-plan. La voix de Townshend est ici assez aiguë, donnant une impression de légèreté et de fragilité contrastant avec le chant de Roger Daltrey sur les autres pistes de l'album. 

Les paroles, contrairement à d'autres chansons de The Who By Numbers, font preuve d'un certain optimisme et de sérénité, mais d'autres interprétations sont possibles. Le refrain indique : I like every minute of the day (« j'apprécie chaque minute de la journée »). Pete Townshend raconte l'enregistrement et le thème de cette chanson : 
« Glyn Johns voulait ça sur l'album. J'ai été mal à l'aise quand il l'a choisie. Il l'a entendue sur une cassette et a dit, "C'est quoi?" J'ai dit : "rien". Il a dit : "Non. Joue-la." J'ai dit : "Vraiment, ce n'est rien, juste moi jouant de l'ukulélé." Mais il a insisté pour la faire. J'ai dit : "Quoi? C'est moi voulant me suicider, et tu veux mettre ce truc sur le disque ?". »
Une version en groupe a été enregistrée, mais les bandes ont été perdues.